# Arctia latefasiciata
Arctia latefasiciata är en fjärilsart som beskrevs av Lorez 1904. Arctia latefasiciata ingår i släktet Arctia och familjen björnspinnare. Inga underarter finns listade i Catalogue of Life.